# Assurancia de Thetford
L'Assurancia de Thetford est une équipe de hockey sur glace de Thetford Mines fondée en 1996 et qui évolue dans la Ligue nord-américaine de hockey, dans la province de Québec au Canada.

## Historique
La concession thetfordoise voit le jour à l'automne 1996 dans la Ligue semi-professionnelle sous le nom de « Coyotes ». Durant les douze premières saisons de la ligue, seule l'équipe thetfordoise survit alors que 32 autres villes voient passer une équipe dans leur région. Par la suite, elle s'associe à une entreprise de Thetford Mines, Prolab, et change son nom pour « Prolab ».
Après une campagne difficile, l'homme d'affaires Jean-Pierre Lessard achète la concession au printemps 2007. Une autre entreprise de la région, Isothermic portes et fenêtres, s'associe alors à l'organisation qui prend son nom depuis la saison 2007-2008 .
Lors d'une conférence de presse présentée le 26 août 2011, Jean-Pierre Lessard annonce qu'il vend l'équipe à Stéphane Bourque, propriétaire de la concession du Groupe Vertdure de Thetford Mines .
L'équipe participe à six reprises aux finales. Les cinq premiers matchs se soldent par des défaites mais, le vendredi 11 mai 2012, en deuxième période de prolongation du sixième match, Sébastien Courcelles donne sa première coupe à l'organisation thetfordoise pour sa seizième saison dans la ligue .

## Joueurs

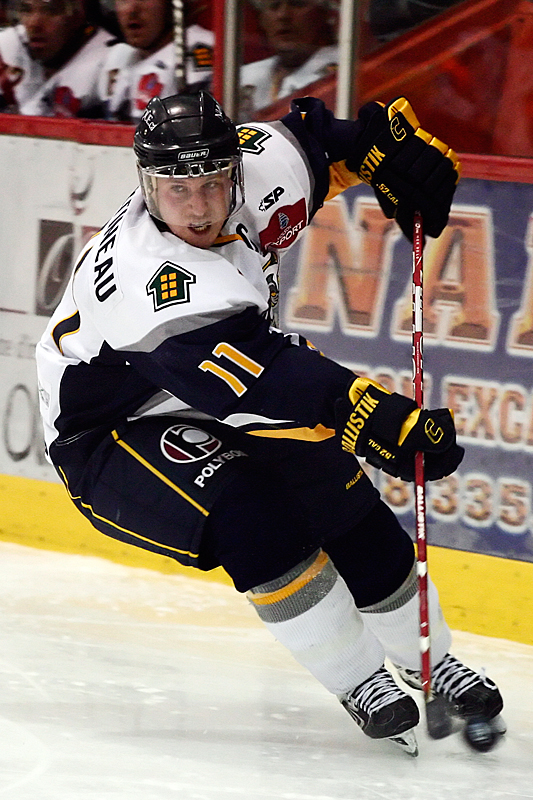
L'ancien capitaine de l'équipe, André Martineau, en action lors d'un match à domicile le 31 octobre 2008.

### Numéros retirés
| N° | Nom             | Position      | Année       | PJq | B   | A   | Pts |
| -- | --------------- | ------------- | ----------- | --- | --- | --- | --- |
| 11 | André Martineau | Centre        | 2002 à 2011 | 374 | 137 | 237 | 374 |
| 44 | David Thibeault | Ailier gauche | 2001 à 2007 | 293 | 169 | 213 | 382 |

## Statistiques
| Saison    | PJ | V  | D  | N | DP | DTB | BP  | BC  | Pts | Classement | Séries éliminatoires                       |
| --------- | -- | -- | -- | - | -- | --- | --- | --- | --- | ---------- | ------------------------------------------ |
| 1996-1997 | 36 | 20 | 14 | 0 | 2  | -   | 162 | 153 | 42  | 7e place   | Défaite en demi-finale                     |
| 1997-1998 | 38 | 20 | 15 | 3 | -  | -   | 184 | 158 | 43  | 6e place   | Défaite en quarts de finale                |
| 1998-1999 | 36 | 21 | 13 | 2 | -  | -   | 151 | 149 | 44  | 3e place   | Défaite en finale de division est          |
| 1999-2000 | 38 | 18 | 19 | 1 | -  | -   | 164 | 179 | 37  | 9e place   | Défaite en huitièmes de finale             |
| 2000-2001 | 44 | 29 | 8  | 2 | 5  | -   | 233 | 164 | 65  | 2e place   | Défaite en finale de division est          |
| 2001-2002 | 44 | 29 | 14 | 1 | 0  | -   | 198 | 151 | 59  | 3e place   | Défaite en finale face aux Chiefs de Laval |
| 2002-2003 | 52 | 46 | 5  | 0 | 1  | -   | 246 | 116 | 93  | 1re place  | Défaite en finale face aux Chiefs de Laval |

| Saison    | PJ | V  | D | N | DP | DTB | BP  | BC  | Pts | Classement | Séries éliminatoires              |
| --------- | -- | -- | - | - | -- | --- | --- | --- | --- | ---------- | --------------------------------- |
| 2003-2004 | 50 | 40 | 8 | 1 | 1  | -   | 252 | 152 | 82  | 1re place  | Défaite en finale de division est |

| Saison    | PJ | V  | D  | N | DP | DTB | BP  | BC  | Pts | Classement | Séries éliminatoires                                   |
| --------- | -- | -- | -- | - | -- | --- | --- | --- | --- | ---------- | ------------------------------------------------------ |
| 2004-2005 | 60 | 33 | 18 | 7 | 2  | -   | 233 | 203 | 75  | 4e place   | Défaite en finale face au Radio X de Québec            |
| 2005-2006 | 56 | 25 | 25 | - | 1  | 5   | 216 | 228 | 56  | 6e place   | Défaite en finale face au Saint-François de Sherbrooke |
| 2006-2007 | 48 | 23 | 22 | - | 1  | 2   | 212 | 228 | 49  | 5e place   | Défaite en quarts de finale                            |
| 2007-2008 | 52 | 19 | 31 | - | 1  | 1   | 207 | 263 | 40  | 8e place   | Défaite en quarts de finale                            |
| 2008-2009 | 44 | 23 | 15 | - | 2  | 2   | 181 | 184 | 52  | 4e place   | Défaite en finale face au Lois Jeans de Pont-Rouge     |
| 2009-2010 | 44 | 16 | 24 | - | 2  | 2   | 168 | 209 | 36  | 6e place   | Défaite en quarts de finale                            |
| 2010-2011 | 42 | 22 | 17 | - | 2  | 1   | 172 | 164 | 47  | 3e place   | Défaite en demi-finale                                 |
| 2011-2012 | 48 | 25 | 20 | - | 0  | 3   | 200 | 177 | 53  | 3e place   | Remporte la Coupe Canam                                |
| 2012-2013 | 40 | 24 | 11 | - | 4  | 1   | 170 | 140 | 53  | 2e place   | Défaite en quarts de finale                            |
| 2013-2014 | 40 | 21 | 15 | - | 2  | 2   | 148 | 145 | 46  | 4e place   | Défaite en finale                                      |
| 2014-2015 | 40 | 20 | 15 | - | 5  | 1   | 155 | 161 | 45  | 3e place   | Remporte la Coupe Canam                                |
| 2015-2016 | 40 | 23 | 15 | - | 2  | 0   | 154 | 134 | 48  | 3e place   | Défaite en quarts de finale                            |
| 2016-2017 | 40 | 20 | 16 | - | 2  | 2   | 151 | 150 | 44  | 4e place   |                                                        |
| 2017-2018 | 36 | 19 | 16 | - | 1  | 0   | 136 | 135 | 39  | 4e place   |                                                        |
| 2018-2019 | 36 | 22 | 10 | - | 4  | 0   | 140 | 109 | 48  | 1re place  |                                                        |
| 2019-2020 | 36 | 24 | 8  | - | 3  | 1   | 151 | 118 | 52  | 1re place  |                                                        |

## Logos

Logo des coyotes
Logo du Prolab
Logo de l'isothermic
Logo de l'Assurancia